# Adelitas way
Adelitas Way是一支来自于拉斯维加斯的硬摇滚乐队，于2006年在美國内华达组建。樂隊的首張單曲為“Invincible”，於這首歌多次出現在電視廣告和現場體育賽事後，使他們躋身於主流的舞台。 

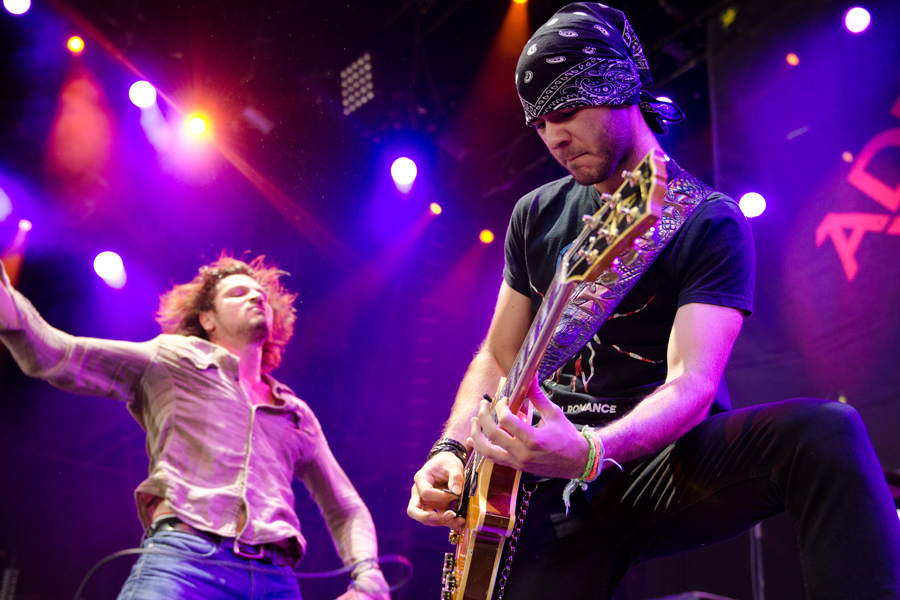
2012年

## 历史

### Adelitas Way (2009-2010)
这支乐队因为他们的歌曲“Invincible”在2009年打破了主流，这是在WGN America播出的WWE Superstars的官方主题曲。这首歌同时也在《CSI: MIA》的最终结局中Raw与Smacdown的对决时播放。
在2009年七月十四日，他们的处女作以个人命名的专辑发行了。同时乐队也与Shinedown, Guns N' Roses, Creed, Chevelle, Papa Roach, Godsmack,Theory of a Deadman, Seether, Three Days Grace, Breaking Benjamin, Puddle of Mudd, Staind, Alter Bridge, and Halestorm多支乐队进行巡演

### Home School Valedictorian (2011-2012)
Adelitas Way乐队第二张专辑Home School Valedictorian中的第一首单曲在Active Rock Radio拿到榜首，这是他们乐队第一次登顶。“Sick”在“The Collapse”排名之后，在Active Rock Radio排行上达到第三。在二月十六日，“Criticize"作为Home School Valedictorian的第三首单曲发布，而且在active rock chart上拿到第一名，成为了乐队第二首来自专辑Home School Valedictorian中拿到排行第一的单曲。“Alive”作为Home School Valedictorian的第四首单曲发布，现在拿到了rock chart and climbing的第十五名。

### 新的专辑 (2013- present)
乐队目前正在停工休息并在拉斯维加斯撰写Home School Valedictorian接下来的一张新专辑，被期望在2013年底发布

## 乐队名的含义
在乐队去洛杉矶的公路旅行上，他们绕远路去了圣地亚哥，当Rick在乐队卡车后面从小睡中醒来时，他们在墨西哥被逮捕。当地的警察抢劫了乐队，但是Rick在自己的袜子里私藏了一丁点现金。令人感到兴奋的是，乐队去了他们在提华纳见到的第一家酒吧去喝一点酒以解除他们的紧张。那个酒吧便是 Adelita Bar。“那里有一群年轻的，相当可爱的女孩，我意识到这间酒吧实际上是个妓院，”Rick解释道。“我与其中一个女孩闲谈，追问她为什么過着这样的生活？并且我写了一首有关于此事的歌。”乐队的名字正是显露出这段他们在Adelita留宿的“路程（Way）”后的悲惨故事—Adelitas Way。

## 乐队成员

### 目前成员
- Rick DeJesus - 主唱
- Keith "KWB"  Wallen - 节奏吉他, 副唱
- Robert "Rahji" Zakaryan 吉他手 (2011–present)
- Derek "DB8"  Johnston - 贝斯手
- Trevor "Tre" Stafford - 鼓手, 打击乐器

## 唱片目录
Adelitas Way discography
- Adelitas Way  (2009)
- Home School Valedictorian (2011)